# 伊洛瓦底江鈍頭鮠
伊洛瓦底江鈍頭鮠，為輻鰭魚綱鯰形目鈍頭鮠科的其中一種，為熱帶淡水魚類，分布於亞洲伊洛瓦底江流域，體長可達12.8公分，棲息在底層水域，生活習性不明。

## 扩展阅读
維基物種上的相關：伊洛瓦底江鈍頭鮠